# 巴本科韋 (伊久姆區)
巴本科韋（烏克蘭語：Бабенкове），是烏克蘭東部哈爾科夫州伊久姆區伊久姆市镇内的村落。面積1.29平方公里，海拔高度93米，2001年人口429，人口密度每平方公里331.5人。